# Thụ thể hormone giải phóng gonadotropin
Thụ thể hormone giải phóng gonadotropin (GnRHR), còn được gọi là thụ thể hormone giải phóng hormone hoàng thể hoá (LHRHR), là một thành viên của họ thụ thể bắt cặp với protein G (GPCR) gồm bảy đoạn xuyên màng. Nó là thụ thể của hormone giải phóng gonadotropin (GnRH). GnRHR được bộc lộ trên bề mặt của các tế bào hướng sinh dục ở tuyến yên cũng như tế bào lympho, vú, buồng trứng và tuyến tiền liệt.
Thụ thể này là một thụ thể bắt cặp với protein G có khối lượng 60 kDa, nằm chủ yếu trong tuyến yên và là đích tác dụng của GnRH khi nó được giải phóng khỏi vùng dưới đồi. Sau khi được kích hoạt, LHRH sẽ kích thích tyrosine phosphatase và giải phóng LH từ tuyến yên.
Có bằng chứng cho thấy sự hiện diện của GnRH và GnRHR ở các mô ngoài tuyến yên cũng như vai trò trong sự tiến triển của một số bệnh ung thư.

## Chức năng
Sau khi liên kết với GnRH, GnRHR liên kết với protein G kích hoạt hệ thống chất truyền tin thứ hai phosphatidylinositol (PtdIns) - calci. Việc kích hoạt GnRHR như vậy cuối cùng sẽ giải phóng hormone kích thích nang trứng (FSH) và hormone hoàng thể hóa (LH).

## Gen
GnRHR có hai dạng chính, mỗi dạng được mã hóa bởi một gen riêng biệt (GNRHR và GNRHR2).
Cắt nối thay thế gen GnRHR, 'GNRHR', tạo ra nhiều bản phiên mã mã hóa các isoform khác nhau. Hơn 18 vị trí khởi đầu phiên mã trong vùng 5' và nhiều tín hiệu polyA trong vùng 3' đã được xác định đối với GNRHR.

## Điều hòa
GnRHR đáp ứng với GnRH tự nhiên cũng như các chất chủ vận GnRH tổng hợp. Các chất chủ vận kích thích thụ thể, tuy nhiên nếu việc kích thích này kéo dài sẽ dẫn đến điều hòa giảm GnRHR, từ đó gây ra suy sinh dục. Đây cũng là một tác dụng thường được sử dụng trong y khoa. Chất đối kháng GnRH chẹn thụ thể và ức chế giải phóng gonadotropin. GnRHR được điều hòa tăng lên khi có sự hiện diện của các hormone sinh dục cũng như activin và inhibin.

## Phối tử

### Chất chủ vận

#### Peptit
- Azagly-nafarelin
- Buserelin
- Deslorelin
- Fertirelin
- GnRH
- Gonadorelin
- Goserelin
- Histrelin
- Lecirelin
- Leuprorelin
- Nafarelin
- Peforelin
- Triptorelin

### Chất đối kháng

#### Peptit
- Abarelix
- Cetrorelix
- Degarelix
- Ganirelix
- Ozarelix

#### Không peptit
- Elagolix
- Linzagolix
- Opigolix
- Relugolix
- Sufugolix

### Chaperone dược lý (Pharmacoperone)
Nghiên cứu hiện giờ đang quan tâm các chaperone dược lý, hay các chaparone hóa học thúc đẩy quá trình chuyển protein thụ thể hormone giải phóng Gonadotropin (GnRHR) trưởng thành lên bề mặt tế bào, trở thành một protein chức năng. Chức năng GnRHR bị ảnh hưởng nghiêm trọng bởi đột biến điểm trong gen mã hoá nó. Một số đột biến này, khi biểu hiện, làm cho thụ thể bị giữ trong tế bào. Một cách tiếp cận để phục hồi chức năng của thụ thể là sử dụng các chaperone dược lý hoặc chaperone phân tử, chúng thường là các phân tử nhỏ giúp phục hồi các protein bị gập sai và đưa lên bề mặt tế bào. Những chất này tương tác với thụ thể để phục hồi chức năng của thụ thể mà không có hoạt tính đối kháng hay chủ vận. Các chaperone dược lý đã được xác định có khả năng phục hồi chức năng của GnRHR.

## Áp dụng lâm sàng
Các khiếm khuyết ở GnRHR là một nguyên nhân gây ra suy sinh dục do giảm gonadotropin (hypogonadotropic hypogonadism - HH).
Tuổi dậy thì thông thường bắt đầu từ 8 đến 14 tuổi ở bé gái và từ 9 đến 14 tuổi ở bé trai. Tuy nhiên, tuổi dậy thì đối với một số trẻ có thể đến sớm hơn hoặc muộn hơn hoặc trong nhiều trường hợp không bao giờ xảy ra và do đó, dẫn đến có khoảng 35-70 triệu cặp vợ chồng vô sinh trên toàn thế giới. Ở trẻ em, việc dậy thì sớm hoặc muộn bất thường gây stress nặng về tình cảm và xã hội mà thường không được điều trị.
Sự khởi phát dậy thì đúng lúc được điều hòa bởi nhiều yếu tố và một trong các yếu tố là GnRH (yếu tố điều hòa chính của dậy thì và sinh sản). Hormone peptit này được sản xuất ở vùng dưới đồi nhưng được tiết ra và tác động trên GnRHR ở thùy trước tuyến yên để phát huy tác dụng lên sự thuần thục sinh dục.
Hiểu được cách thức hoạt động của GnRHR là chìa khóa để phát triển các chiến lược lâm sàng để điều trị các rối loạn liên quan đến sinh sản.